# Somatina chalyboeata
Somatina chalyboeata är en fjärilsart som beskrevs av Walker 1869. Somatina chalyboeata ingår i släktet Somatina och familjen mätare. Inga underarter finns listade i Catalogue of Life.